# إدوارد يوريس
إدوارد يوريس هو سياسي بلجيكي، ولد في 1876، وتوفي في 1957.